# Весёлая канарейка
«Весёлая канарейка» (альтернативное название «Железный ящик») — советский чёрно-белый немой приключенческий фильм режиссёра Льва Кулешова. Премьера фильма состоялась 5 марта 1929 года.

## Сюжет
Актриса Брио, работающая в кафе «Весёлая канарейка», и не подозревает, что её новые знакомые — коммунисты Луговец и Брянский, посланные подпольным комитетом на борьбу с вражеской контрразведкой…

## Критика
Фильм был упомянут Ильей Ильфом и Евгением Петровым в фельетоне «Пташечка из Межрабпромфильма» (Журнал «Чудак», 1929, № 14):
— Уже есть у нас точно такая картина, — называется «Веселая Канарейка», сам Кулешов снимал…

…А «Веселая канарейка», как правильно заметил Виктор Борисович, уже шла на терпеливых окраинах всего Союза.
Был в Одессе кабак «Веселая канарейка», был он при белых. Тут есть все, что нужно Межрабпромфильму для создания очередного мирового боевика: ресторан для коммерции, а белые для идеологии. (Без идеологии нынче — труба.)

В ресторане:
Голые ножки — крупно. Бокалы с шампанским — крупно. Джаз-банд (которого, кстати сказать, в то время в Одессе не было) — крупно. Погоны — крупно. Чья-нибудь грудь «покрасивше» — крупно. Монтаж перечисленное выше.
В этой картине все фальшиво и вульгарно, в особенности фигуры большевиков, которые, находясь в подполье, изображают собой блестящих князей и офицеров. Действие происходит ко времени оккупации Одессы французскими войсками. Большевик-«князь» спасает своего товарища большевика-«офицера» от контрразведки, используя чары кафешантанной девы Брио. Чем меньше будет таких картин на советском экране, тем лучше.«Известия» от 24 марта 1929
Эпизод подпольной борьбы красных с белыми — только неизбежный повод для изображения в веселых канареечных тонах галантной жизни белогвардейских контрразведчиков… Фильма не становится революционной от того, что показанная в ней кабацкая и светская жизнь поставлена в какую-то связь с революционной борьбой.Газета «Кино» № 11 от 12 марта 1929

## В ролях
- Галина Кравченко — мадемуазель Брио, артистка варьете
- Андрей Файт — Луговец
- Ада Войцик — жена Луговца
- Сергей Комаров — Брянский, большевик-подпольщик
- Юрий Васильчиков — адъютант начальника контрразведки
- Михаил Доронин — начальник контрразведки
- Владимир Кочетов — французский солдат-коммунист
- Всеволод Пудовкин — иллюзионист-факир
- Александр Чистяков — рабочий

## Съёмочная группа
- Режиссёр-постановщик: Лев Кулешов
- Автор сценария: Анатолий Мариенгоф, Борис Гусман
- Операторы-постановщики: Пётр Ермолов, Борис Франциссон
- Художник-постановщик: Сергей Козловский
- Монтаж: Лев Кулешов